# Chemin des Longs Sillons
Le chemin des Longs Sillons est un ensemble de hauts murs spécifiques de la commune de Thomery en Seine-et-Marne construits dès le premier tiers du XVIIIe siècle pour la culture du raisin de table d'une variété locale dite de « chasselas de Thomery ». Ils sont, depuis 1993, inscrits aux Monuments historiques (MH) dans la liste des MH de Seine-et-Marne.

## Description

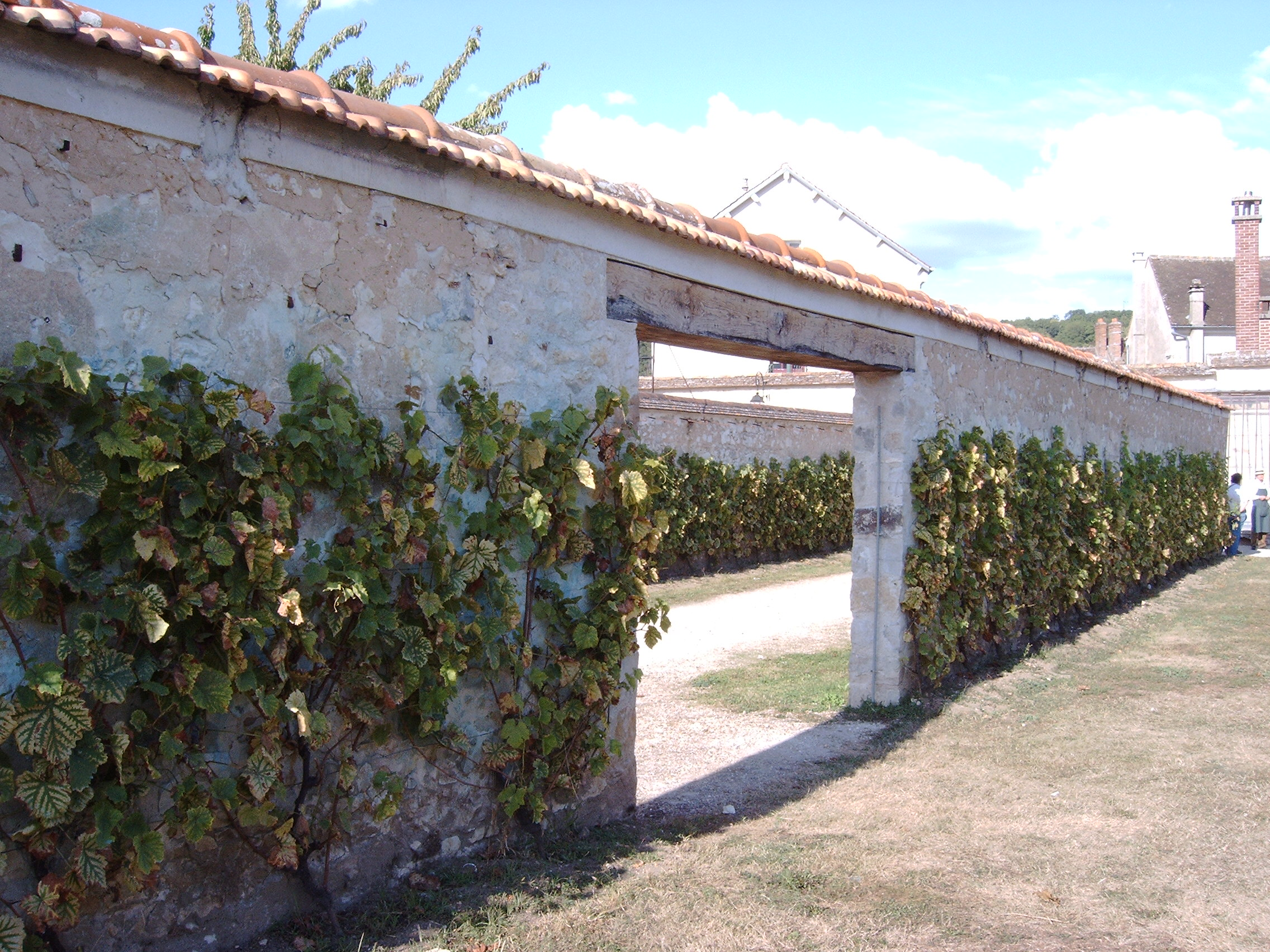
Un mur thomeryon de nos jours avec du chasselas.

L'essentiel du bourg de la commune de Thomery et de l'ancienne commune de By, aujourd'hui fusionnée à Thomery, sont sillonnés de hauts murs, espacés de 9 à 10 mètres sur une longueur allant jusqu'à 100 mètres, qui suivent la pente naturelle du coteau de Thomery descendant vers la Seine. Ces murs hauts d'environ 2,50 à 3 mètres, faits de pierres maintenues par un mortier de terre, ont été érigés pour la culture particulière à Thomery du raisin selon la technique de l'espalier afin de restituer un maximum de chaleur à la vigne cultivée dans cette zone très septentrionale pour un raisin de table.
Le chemin des Longs Sillons est un sentier pédestre public communal de 645 mètres de longueur totale et large de 3 à 5 mètres, bordé de ces hauts murs à raisin, serpentant entre les jardins privatifs des lieux-dits des Longs-Sillons, des Merisiers-Coquins, des Rentières et des Folies. Il existe également un autre chemin de ce type, mais non classé, appelé « sentier rural des Grands-Clos », dans la partie basse de Thomery, longeant la rue du 4-Septembre.

## Histoire

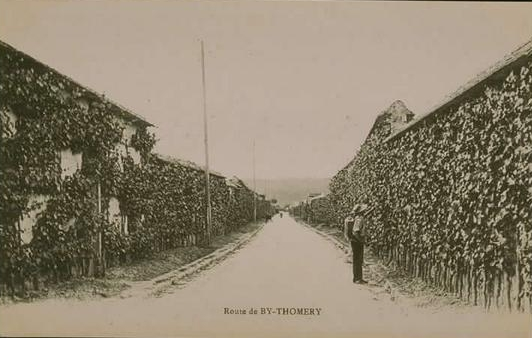
Les murs à By vers 1900-1910.

Les premiers murs ont été construits vers 1730, suivi d'une deuxième vague importante en 1840 avec le succès de la culture de la vigne et l'augmentation de la production du raisin dans la seconde partie du XIXe siècle. Représentant au total à leur apogée vers 1850, plus de 250 km de murs linéaires pour une culture de la vigne s'étendant sur plus de 205 hectares,, ils sont aujourd'hui beaucoup moins nombreux et dans leur très grande majorité dépourvus de vignes, servant de limites cadastrales entre les terrains des maisons particulières qui ont été construites au XXe siècle avec la chute de la production du chasselas.
Pour préserver ce patrimoine agricole et technique rural, les Monuments historiques inscrivent le 5 mai 1993 sur leur liste seine-et-marnaise les murs compris dans le périmètre défini par les rue de la République, rue Victor-Hugo, rue de By, rue des Montforts comme ensemble agricole remarquable, représentant approximativement un rectangle de 500 mètres de longueur et 150 mètres de largeur maximales. Pour la plupart, ils sont sur des propriétés privées, mais la commune a créé un passage public nommé « chemin des Longs Sillons », débutant près de la mairie de Thomery et passant au milieu de ce périmètre depuis la rue de la République jusqu'à la rue de By sur une longueur totale de 645 mètres,.